# Älvsborg
Älvsborg (suec: Älvsborgs län: Älvsborgs län) fou un comtat de Suècia fins al 1997, quan es va fusionar amb els comtats de Gothenburg i Bohus i de Skaraborg per formar el comtat de Västra Götaland.
El comtat consistia en les províncies de Dalsland i la part central del Västergötland amb la capital a la ciutat de Vänersborg.